# Not.com.mercial
not.com.mercial je dvadeset i treći album američke pjevačice Cher izdan 8. studenoga 2000. Album je Cher izdala preko svoje internet stranice cher.com te Artist Direct organizacije iako je s vremenom ostvareno i CD izdanje u ograničenom broju primjeraka. Ovo izdanje slijedi njen najuspješniji album "Believe“. 21. prosinca 2012. godine album je ponovno izdan preko internet stranice Bravado te Universal Music Group u obliku reizdanja. 

## Informacije o albumu
Cher potpisuje većinu albuma nastalog 1994. godine u Francuskoj. Pjesma "Born With The Hunger" je djelo Shirley Eikhard dok je "Classified 1A" novo remiksirana verzija pjesme čiji je autor Sonny Bono. Album je folk/rock tematike pretežno baladičan te je ponuđen Warner UK kad je Cher kod njih potpisala ugovor početkom 1995. godine. Rob Dickins, glavni direktor firme je projekt odbio s objašnjenjem da je "nekomercijalan".  
Godine 1999. Cher odlučuje da podjeli ovaj projekt s obožavateljima diljem svijeta te ga izdaje preko svoje internet stranice uz pomoć Artist Direct-a. Iako nijedan singl s albuma nije skinut, pjesma "Born With The Hunger" se može naći na internacionalnoj verziji kompilacije The Very Best of Cher objavljene 2003. godine. 
Nijedna pjesma nije nikad izvedena uživo te je malo informacija o albumu poznato iako je Cher u knjižici albuma objasnila porijeklo svake pjesme. Pjesma "(The Fall) Kurt's Blues" koju supotpisuju Pat MacDonald iz Timbuk3 te Bruce Roberts je posveta rock pjevaču Kurt Cobainu koji je izvršio samoubojstvo 1994. godine. 
Cher je izjavila da je ovo njen najosobniji album, te kako je već spomenuto u knjižici albuma daje kratki opis o tome tko ili što je bila inspiracija svake pjesme. Dvije pjesme su bile inspirirane muškarcima koje je voljela, jedna curom svoje kćeri te jedna vojnicima i ratnicima koji su bili žrtve lošeg tretmana.
Popis pjesama
1. "Still" (Cher, Bruce Roberts, Bob Thiele) 6:15
2. "Sisters of Mercy" (Cher, Pat MacDonald, Roberts) 5:01
3. "Runnin'" (Cher, MacDonald, Roberts) 3:56
4. "Born With the Hunger" (Shirley Eikhard) 4:05
5. "(The Fall) Kurt's Blues" (Cher, MacDonald, Roberts) 5:17
6. "With or Without You" (Cher	) 3:45
7. "Fit to Fly" (Cher, Doug Millett, Kevin Savigar) 3:53
8. "Disaster Cake" (Cher, MacDonald, Roberts) 3:25
9. "Our Lady of San Francisco" (Cher, Michael Garvin, Rich Wayland) 2:15
10. "Classified 1A" (Sonny Bono) 2:55

## Produkcija
- aranžmani i produkcija: Cher, Bruce Roberts
- gitara, prateći vokal: Felicia Collins, Sid McGinnis
- klavijature: Paul Shaffer
- sintisajzer: Bernie Worrell
- prateći vokal, bass gitara: Will Lee
- bunjevi, perkusija: Anton Fig
- trombon: Tom Malone
- truba, Al Cheznovitz
- saksofon: Bruce Kapler